# 市橋村 (岐阜県加茂郡)
市橋村（いちはしむら）は、かつて岐阜県加茂郡にあった村である。
現在の美濃加茂市加茂野町市橋に該当する。

## 歴史
- 1889年（明治22年）7月1日 - 町村制により、市橋村が発足。
- 1897年（明治30年）4月1日 - 加茂野村、今泉村、鷹巣村、稲辺村、木野村と合併し、改めて加茂野村発足。同日市橋村は廃止。